# RPRD1B
RPRD1B (англ. Regulation of nuclear pre-mRNA domain containing 1B) – білок, який кодується однойменним геном, розташованим у людей на довгому плечі 20-ї хромосоми. Довжина поліпептидного ланцюга білка становить 326 амінокислот, а молекулярна маса — 36 900.
| 10         |  | 20         |  | 30         |  | 40         |  | 50         |
| ---------- |  | ---------- |  | ---------- |  | ---------- |  | ---------- |
| MSSFSESALE |  | KKLSELSNSQ |  | QSVQTLSLWL |  | IHHRKHAGPI |  | VSVWHRELRK |
| AKSNRKLTFL |  | YLANDVIQNS |  | KRKGPEFTRE |  | FESVLVDAFS |  | HVAREADEGC |
| KKPLERLLNI |  | WQERSVYGGE |  | FIQQLKLSME |  | DSKSPPPKAT |  | EEKKSLKRTF |
| QQIQEEEDDD |  | YPGSYSPQDP |  | SAGPLLTEEL |  | IKALQDLENA |  | ASGDATVRQK |
| IASLPQEVQD |  | VSLLEKITDK |  | EAAERLSKTV |  | DEACLLLAEY |  | NGRLAAELED |
| RRQLARMLVE |  | YTQNQKDVLS |  | EKEKKLEEYK |  | QKLARVTQVR |  | KELKSHIQSL |
| PDLSLLPNVT |  | GGLAPLPSAG |  | DLFSTD     |  |            |  |            |

A: Аланін

C: Цистеїн

D: Аспарагінова кислота

E: Глутамінова кислота

F: Фенілаланін

G: Гліцин

H: Гістидин

I: Ізолейцин

K: Лізин

L: Лейцин

M: Метіонін

N: Аспарагін

P: Пролін

Q: Глутамін

R: Аргінін

S: Серин

T: Треонін

V: Валін

W: Триптофан

Кодований геном білок за функцією належить до фосфопротеїнів. 
Задіяний у таких біологічних процесах, як транскрипція, регуляція транскрипції, ацетилювання. 
Локалізований у ядрі.